# Molukken-Greifschwanzratte

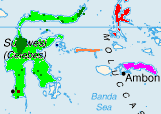
Verbreitung verschiedener Ratten in Indonesien, Molukken-Ratte in rot

Die Molukken-Greifschwanzratte (Rattus morotaiensis) ist ein auf den Molukken verbreitetes Nagetier in der Gattung der Ratten. Es ist umstritten, ob die Art eher mit den Ratten von Neuguinea oder mit den Gattungsvertretern der Sundainseln verwandt ist. Das Typusexemplar stammt von der Insel Morotai nördlich von Halmahera.

## Merkmale
Erwachsene Exemplare sind mit einer Kopf-Rumpf-Länge von 120 bis 215 mm, einer Schwanzlänge von 165 bis 224 mm und einem Gewicht von 86 bis 159 g mittelgroße bis große Ratten. Sie besitzen 30 bis 41 mm lange Hinterfüße und 17 bis 22 mm lange Ohren. Kennzeichnend ist borstiges dunkles rotbraunes Fell auf der Oberseite. Am Ende des dunklen und mit verstreuten Haaren bedeckten Schwanzes befindet sich eine kleine Quaste. Die Füße sind im Verhältnis zum Körper lang. Von den paarig angeordneten Zitzen der Weibchen liegen zwei auf der Brust, zwei auf dem Bauch und sechs im Leistenbereich. Mehrere abweichende Details des Schädels und des Gebisses unterscheiden die Art von anderen Ratten der Region.

## Verbreitung
Die Molukken-Greifschwanzratte lebt hauptsächlich auf Halmahera sowie auf umliegenden Inseln wie den Bacaninseln. Sie lebt im Flachland und in Gebirgen bis etwa 1000 Meter Höhe. Die Exemplare halten sich in ursprünglichen Wäldern auf und besuchen Gärten sowie Plantagen.

## Lebensweise
Diese Ratte klettert vorwiegend und geschickt in Bäumen. Sie ist nachtaktiv und erreicht gelegentlich den Grund. Vermutlich ist die Art Allesfresser. Zum Fortpflanzungsverhalten gibt es keine Angaben.

## Gefährdung
Trotz Umwandlung einiger Wälder in Anbaugebiete hat die Art ein gutes Anpassungsvermögen. Vermutlich wirken sich eingeführte Konkurrenten wie die Hausratte negativ aus. Die IUCN listet die Molukken-Greifschwanzratte als nicht gefährdet (least concern), da diese häufig angetroffen wird.